# Syllepte bitjecola
Syllepte bitjecola là một loài bướm đêm trong họ Crambidae.